# Kazimierz Lagosz
Kazimierz Lagosz (* 29. Februar 1888 in Krosno; † 20. September 1961 in Warschau) war ein von der kommunistischen Regierung Polens eingesetzter Kapitularvikar von Breslau.

## Leben
Seine Eltern waren Józef Lagosz und Rozalia, geb. Szlązek. Nach dem Besuch der Gymnasien in Tarnów und Jasło studierte er an der Universität Lemberg Theologie und war anschließend als Seelsorger in der Diözese Lemberg tätig. Im Ersten Weltkrieg organisierte er in Österreich die Seelsorge für die dorthin geflohenen Katholiken aus Galizien, für die er ab 1915 die Zeitschrift „Rodak“ herausgab. 
Ab 1940 war Lagosz für die Diözese Krakau tätig. Nach Ende des Zweiten Weltkriegs begab er sich Anfang Mai 1945 nach Breslau, wo er sich um das religiöse Leben und um den Wiederaufbau der zerstörten Kirchen kümmern sollte. Bei der Verständigung mit den noch amtierenden Mitarbeitern des Generalvikariats kamen ihm seine Deutschkenntnisse zugute. Mit seiner Unterstützung konnte die zum Teil zerstörte St.-Dorotheen-Kirche wieder aufgebaut und 1946 durch Kardinal August Hlond konsekriert werden. 1948 wurde Lagosz, der Pfarrer von St. Bonifaz war, durch den Apostolischen Administrator Karol Milik zum Erzpriester und Visitator des Breslauer Dekanats  ernannt, wobei ihm auch juristische und liturgische Vollmachten erteilt wurden. 
Am 26. Januar 1951 setzte die polnische kommunistische Regierung alle amtierenden Apostolischen Administratoren in den ehemals deutschen Diözesen ab und berief an ihrer Stelle „patriotische Priester“, die als „Kapitularvikare“ bezeichnet wurden und deren Einsetzung der Heilige Stuhl niemals anerkannt hatte. Obwohl Kardinal Stefan Wyszyński in der Bestellung eine Brüskierung der Kirche sah, erteilte er die entsprechende Zustimmung, um so Schlimmeres, z. B. ein Schisma, zu vermeiden. 
Neuer Kapitularvikar von Breslau wurde Kazimierz Lagosz. Das Amt des Kapitularvikars führte er gegenüber den staatlichen Behörden kompromissbereit aus, erwarb sich jedoch Verdienste um die Erhaltung des Breslauer Katholischen Instituts, das die Regierung liquidieren wollte. In seine Amtszeit fallen das staatliche Verbot des Religionsunterrichts, die Auflösung der Diözesan- und Ordens-Konvikte sowie der Frauenklöster und die Verstaatlichung des klösterlichen Besitzes. 
Nach der politischen Liberalisierung Polens im Jahre 1956, in der auch Kardinal Stefan Wyszyński aus der Haft entlassen worden war, wurden die amtierenden „Kapitularvikare“ entlassen und ihre Stellen mit Weihbischöfen besetzt, die schon 1951 ernannt worden waren und deren heimlich erfolgte Bischofsweihe bis 1956 geheim bleiben musste. Das Breslauer Amt eines Kapitularvikars erhielt Weihbischof Bolesław Kominek. Kazimierz Lagosz verließ Breslau und wohnte danach in Warschau, wo er 1961 verstarb.